# Ministro Hales
Ministro Hales es una mina a cielo abierto de cobre y plata ubicada a 10 km al norte de la ciudad de Calama, Región de Antofagasta, Chile. Es operada por la empresa estatal Codelco.

## Antecedentes
Ministro Hales se encuentra en operaciones desde 2013. Sus productos son calcina de cobre, concentrado de cobre y concentrado de plata.
Las instalaciones de la faena comprenden una superficie aproximada de 4 709 ha.
El acceso a las instalaciones del yacimiento desde Calama se realiza a través del bypass de la ruta 24, que une esta ciudad con Chuquicamata.
El rajo está emplazado a unos 4 km al norte de Calama, dentro de un complejo minero que integra junto a la mina de Chuquicamata. El mineral extraído es transportado a un chancador primario adyacente al rajo, para luego, mediante una correa transportadora, ser llevado a una planta concentradora que posee una capacidad de tratamiento de 57 000 toneladas por día, ubicada a unos 15 km al norte de Calama. En las instalaciones, además, se cuenta con una planta de tostación donde se produce calcina, ácido sulfúrico y arsenito de calcio.
El yacimiento cuenta con recursos minerales que rondan las 261 millones de toneladas, con una ley media de 1.1% de cobre.

## Producción
| 2013 | 2014  | 2015  | 2016 | 2017  | 2018  | 2019  | 2020  | 2021  |
| ---- | ----- | ----- | ---- | ----- | ----- | ----- | ----- | ----- |
| 33.5 | 141.2 | 238.3 | 237  | 215.1 | 195.5 | 151.8 | 170.6 | 181.7 |